# Seleção da Cabília de Futebol
A Seleção da Cabília de Futebol representa o povo da Cabília, no norte da Argélia. Não é afiliada a FIFA nem à Confederação Africana de Futebol, e por isso não pode disputar a Copa do Mundo nem a Copa Africana de Nações.
A equipe participou da Copa do Mundo ConIFA de 2018 terminando em 10º lugar.

## Partidas naCopa do Mundo ConIFA de 2018
| 31 de Maio de 2018 Fase de Grupos da Copa do Mundo ConIFA 2018 | Panjabe | 8 - 0 | Cabília | Slough, Inglaterra   |  |
| 12:00                                                          |         |       |         | Estádio: Arbour Park |  |

| 2 de junho de 2018 Fase de Grupos da Copa do Mundo ConIFA 2018 | Coreanos no Japão | 0 - 0 | Calíbia | Bracknell, Inglaterra |  |
| 14:00                                                          |                   |       |         | Estádio: Larges Lane  |  |

| 3 de junho de 2018 Fase de Grupos da Copa do Mundo ConIFA 2018 | Armênia Ocidental | 4 - 0 | Cabília | Enfield, Inglaterra                 |  |
| 18:00                                                          |                   |       |         | Estádio: Queen Elizabeth II Stadium |  |

| 5 de junho de 2018 Primeira Fase de Colocação da Copa do Mundo ConIFA 2018 | Matabelelândia | 0 - 0 (3 - 4 pen.) | Cabília | Enfield, England                    |  |
| 15:00                                                                      |                |                    |         | Estádio: Queen Elizabeth II Stadium |  |

| 7 de junho de 2018 Segunda fase de colocação da Copa do Mundo ConIFA 2018 | Cabília | 8 - 1 | Tibete | Enfield, Inglaterra                 |  |
| 12:00                                                                     |         |       |        | Estádio: Queen Elizabeth II Stadium |  |

| 9 de junho de 2018 Terceira fase de colocação da Copa do Mundo ConIFA 2018 | Abecásia | 2 - 0 | Cabília | Aveley, Inglaterra |  |
| 15:00                                                                      |          |       |         | Estádio: Parkside  |  |